# Fritjof Haft
Fritjof Guntram Haft (* 18. September 1940 in Berlin) ist ein deutscher Rechtswissenschaftler.

## Leben
Haft studierte Rechtswissenschaft an der Ludwig-Maximilians-Universität München und wurde 1960 Mitglied des Corps Isaria. 1968 wurde er mit einer Arbeit über die kybernetischen Systeme im Recht an der Justus-Liebig-Universität Gießen promoviert. 1982 habilitierte er sich an der Juristischen Fakultät der LMU München. Von 1982 bis 2005 hatte er den Lehrstuhl für Strafrecht und Strafprozessrecht, Rechtsphilosophie und Rechtsinformatik an der Eberhard Karls Universität Tübingen inne.
Des Weiteren ist er Geschäftsführer der von ihm gegründeten Normfall GmbH in München, welche Unternehmenssoftware für Juristen entwickelt. Das Unternehmen resultiert aus dem Start-up „Normfall-Projekt“ an der Universität Tübingen im Jahre 1995 zur Erstellung von rechtlichen Informationen und Werkzeugen.
Er war Initiator des Tübinger Verhandlungsseminars, wirkte 1998 bei der Einführung des Studiengangs Mediation an der Fernuniversität Hagen wesentlich mit und war langjähriges Mitglied der Prüfungskommission in Hagen für den Fernstudiengang Mediation und war langjährig an der Hagen Law School für die Fachanwaltsausbildung tätig.

## Veröffentlichungen (Auswahl)
- Einführung in die Rechtsinformatik. Alber, Freiburg/Br. 1977, ISBN 3-495-47355-6.
- Der Schulddialog. Prolegomena zu einer pragmatischen Schuldlehre im Strafrecht. Alber, Frankfurt/M. 1978, ISBN 3-495-47375-0.
- Verhandlung und Mediation. Die Alternative zum Rechtsstreit. 2. erw. Aufl. C. H. Beck, München 2000, ISBN 3-406-46105-0.
- Aus der Waagschale der Justitia. Eine Reise durch 4000 Jahre Rechtsgeschichte. Deutscher Taschenbuch-Verlag, München 2009, ISBN 978-3-423-05690-8.
- (mit Eric Hilgendorf): Strafrecht, besonderer Teil. Zwei Bände. 9. Auflage C. H. Beck, München 2009, ISBN 978-3-406-59028-3.
- (Hrsg.): Handbuch Mediation. 3. überarbeitete Auflage C. H. Beck, München 2016, ISBN 3-406-66560-8.